# Sergio Azzolini

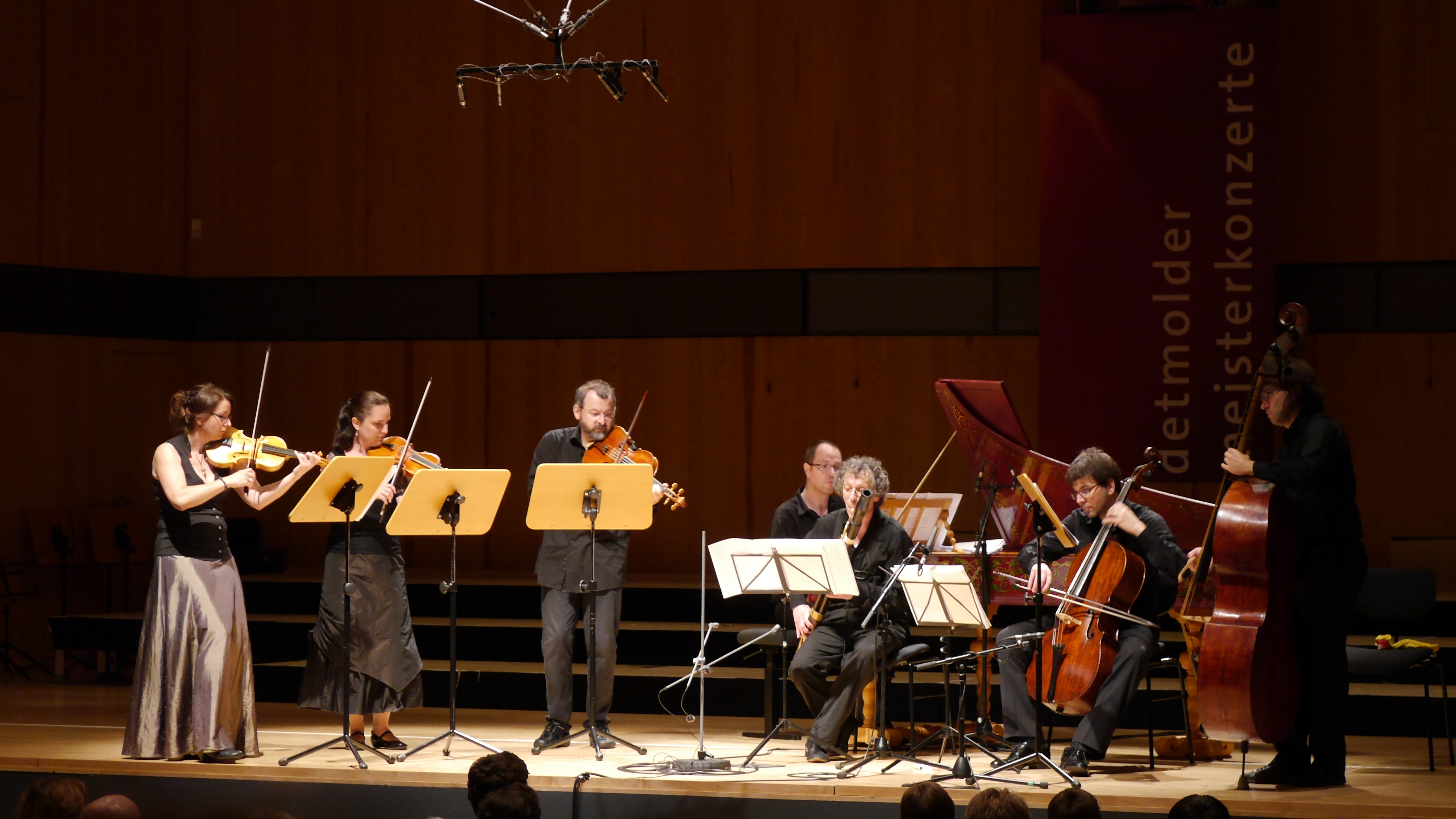
Sergio Azzolini (fagot y dirección) en el 5.º Concierto Magistral el 10 de junio de 2014 en la Casa de Conciertos de Detmold.

Sergio Azzolini (Bolzano, 1967) es un fagotista y director de orquesta italiano.

## Vida y trabajo
Sergio Azzolini estudió desde 1978 hasta 1985 en  el Conservatorio Monteverdi de Bolzano y luego en la Universidad de Música, Teatro y Medios de Comunicación de Hannover, con Klaus Thunemann, con quien estudió hasta 1989. En esta época ya era solista de la Joven Orquesta de la Comunidad Europea. Ganador en Ancona, Praga, Belgrado, Martigny, Bonn y Múnich, ha grabado varias producciones de Música de Cámara con EMI records. Concentra su actividad artística con su conjunto Il Proteo y es miembro de Ma'alot Quintetts, Sabine Meyer Bläserensemble, Maurice Bourgue Trio y varios grupos de música antigua con instrumentos originales. Ha sido profesor de la Hochschule de Stuttgart y desde 1998 hasta 2024 fue profesor en la Hochschule für Musik Basel,de donde fue apartado de sus funciones, tras hacerse públicas alegaciones referentes a conductas inapropiadas en el seno de la comunidad educativa.